# Wise After the Event
Wise After the Event é o segundo álbum solo do ex-guitarrista do Genesis, Anthony Phillips. Foi lançado em 1978 pela Passport Records. Ele marca a única vez que em que Phillips realizou o vocal principal em um álbum inteiro.
Tal como inicialmente previsto, Wise After the Event era para ser um álbum e um EP de acompanhamento. Em algum momento posterior à colocação da obra de arte para a capa de registro, o material foi o suficiente para um álbum. 
A versão remasterizada em CD duplo do álbum foi lançada no Japão pela Arcangelo Records em Julho de 2007 como uma pequena luva de vinil mini-edição. A versão standard foi lançada no Reino Unido pela Voiceprint Records em maio de 2008.

## Lista de canções original

#### Todas as canções foram escritas por Anthony Phillips, exceto as indicadas
1. "We're All As We Lie" – 4:37
2. "Birdsong and Reprise" – 6:45
3. "Moonshooter" – 5:58
4. "Wise After the Event" – 10:28
5. "Pulling Faces" – 4:37
6. "Regrets" – 6:02
7. "Greenhouse" (Anthony Phillips, Jeremy Gilbert) – 3:03
8. "Paperchase" – 5:34
9. "Now What (Are They Doing to my Little Friends?)" – 8:23
10. "Squirrel" – 4:30 (faixa bônus do CD)

Nota: "Squirrel" foi originalmente lançada como Lado B do single "We're All As We Lie"

### Faixas do CD bônus do relançamento de 2008
1. "We're All As We Lie" (link) - 1:23
2. "Sleeping On An Interstellar Plane" ("Greenhouse" demo) (Anthony Phillips, Jeremy Gilbert) - 3:04)
3. "Paperchase" (Instrumental demo) - 5:31
4. "Birdsong" (Instrumental demo) - 5:33
5. "Moonshooter" (Cottage Tapes demo) - 5:37
6. "We're All As We Lie" (Cottage Tapes demo) - 3:53
7. "Pulling Faces" (Cottage Tapes demo) - 4:29
8. "Squirrel" (Instrumental mix) - 4:28
9. "Wise After The Event" (Instrumental mix) - 8:54
10. "Magic Garden" (Solo Piano Mix) - 1:55
11. "We're All As We Lie" (7" single version) - 3:49
12. "Regrets" (Piano mix) - 6:00
13. "Chinaman" (Basic guitar mix) - 0:44
14. "Now What (Are They Doing To My Little Friends)?" (Instrumental mix) - 8:14